# 마이클 호스

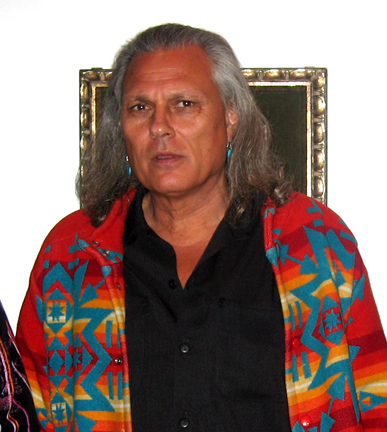

마이클 호스(Michael Horse, 1951년 12월 21일 ~ )는 미국의 배우, 화가, 텔레비전 배우, 성우이다.
투손에서 태어났다.

## 출연 작품

### 영화
- 고독한 방랑자의 전설 (1981)
- 마녀의 심판 (1987)
- 패신저 57 (1992)
- 카드로 만든 집 (1993)
- 더트 (2001)
- 스피릿 (2002) - 목소리
- 본 이터 (2008)
- 스킨워커 랜치 (2013) - 아호트 역
- 트윈 픽스: 더 미씽 피시즈 (2014)
- 데드 앤트 - 거대개미의 습격 (2017년)
- 콜 오브 와일드 (2020)

### 텔레비전 드라마
- 전격 Z작전 (1985)
- Amazing Stories (1986)
- 트윈 픽스 (1989-91)
- 시카고 특별수사대 (1993)
- 엑스파일 (1994)
- 바람의 딸 (1994)
- 시티 레인져 (1999)
- 로즈웰 시즌 1 (1999)
- 말콤네 좀 말려줘 (2000, 2002)
- JAG (2004)
- 썬즈 오브 투싼 (2010)
- 헬 온 휠즈 (2014)
- 트윈 픽스 시즌 3 (2017)
- 그 땅에는 신이 없다 (2017)
- 클로스 (2019)
- 블랙리스트 (2020)

### 애니메이션 목소리
- 보안관 삼총사 (1992-3)
- 슈퍼소년 마이티맥스 (1993)
- 가고일즈 (1994-6)
- Life with Louie (1995)
- 인크레더블 헐크 (1996)
- 사이버탐험대 쟈니퀘스트 (1996)
- 슈퍼맨 (1997, 1999)
- The Wild Thornberrys (2000)
- 재키찬 어드벤처 (2001)
- 루디의 매직분필 (2002)
- What's New, Scooby-Doo? (2004)
- 컸다, 러그래츠 (2004)
- Young Justice (2012)